# Bałkany (Zimne Zdroje)
Bałkany – nieoficjalny przysiółek wsi Zimne Zdroje w Polsce położony w województwie pomorskim, w powiecie starogardzkim, w gminie Osieczna.
Przysiółek leży w kompleksie leśnym Borów Tucholskich na pograniczu borowiacko-kociewskiego.
W latach 1975–1998 miejscowość administracyjnie należała do województwa gdańskiego.